# バトルヒート (映画)
『バトルヒート』（原題：Skin Trade）は、2015年制作のアメリカ合衆国・タイのアクション映画。R15+指定。
『エクスペンダブルズ』シリーズのドルフ・ラングレンと『マッハ!!!!!!!!』で知られるタイのアクションスタートニー・ジャーが共演したアクション映画。

## あらすじ
バンコクの刑事トニーは、人身売買を手がける国際的犯罪組織のボス・ドラゴヴィッチの摘発に奔走していた。
一方、アメリカ・ニュージャージーでは、タイ警察からの情報をもとに、入国してきたドラゴヴィッチへの強制捜査が行われ、刑事ニックらの活躍でドラゴヴィッチは逮捕された。
しかし、ニックは逆に恨みを買い、ドラゴヴィッチの息子たちに家族を殺されてしまう。復讐の鬼と化したニックは逃亡したドラゴヴィッチを追って、タイへと向かう。
そんなニックをトニーが待ち受け、2人はドラゴヴィッチという共通の敵を協力して追う。

## キャスト
- ニック・キャシディ：ドルフ・ラングレン
- トニー：トニー・ジャー
- ヴィクター・ドラゴヴィッチ：ロン・パールマン
- リード捜査官：マイケル・ジェイ・ホワイト
- コステロ警部：ピーター・ウェラー
- ミン：セリーナ・ジェイド
- ゴラン：マイク・ドゥパド
- ケイリー＝ヒロユキ・タガワ